# Hercostomus schlingeri
Hercostomus schlingeri är en tvåvingeart som beskrevs av Harmston och Frank Hall Knowlton 1963. Hercostomus schlingeri ingår i släktet Hercostomus och familjen styltflugor.
Artens utbredningsområde är Kalifornien. Inga underarter finns listade i Catalogue of Life.